# Zavolzhie
Zavolzhie (en ruso: Заволжье, literalmente "más allá del Volga" o transvolga) es una ciudad del óblast de Nizhni Nóvgorod, en Rusia. Forma parte del raión de Gorodéts. Está situada en la orilla derecha del Volga, a 50 km (58 km por carretera) al sur de Nizhni Nóvgorod. Su población era de 41.744 en 2009.

## Historia
Zavolzhie fue construida en la década de 1950 al mismo tiempo que la central hidroeléctrica de Gorki - hoy central hidroeléctrica de Nizhni Nóvgorod. Tiene estatus de ciudad desde 1964.

## Demografía
| 1959   | 1970   | 1979   | 1989   | 1998   | 2002   | 2008   |
| ------ | ------ | ------ | ------ | ------ | ------ | ------ |
| 20 000 | 34 900 | 41 500 | 44 600 | 46 800 | 43 971 | 42 000 |

## Economía
El principal empleador de Zavolzhie es la empresa OAO Zavolzhski Motorni Zavod o ZMZ (ОАО Заволжский моторный завод : ЗМЗ) que fabrica desde 1958 motores de gasolina y otras piezas para la industria automovilística, ante todo para las empresas GAZ de Nizhni Nóvgorod y PAZ de Pávlovo .
Las fábricas de Zavolzhie fabrican así mismo tractores-oruga y máquinas-herramienta.